# Nicolas Jaar
Nicolas Jaar (n. 10 ianuarie 1990) este un producător de muzică electronică, născut la New York. El și-a petrecut majoritatea copilăriei în Santiago de Chile. Influențat puternic de artiști precum Mulatu Astatke și Erik Satie, el a început să facă muzică în jurul anului 2004. Debutul muzical l-a avut la 17 ani, la Wolf+Lamb Records, iar în ziua de azi, la vârsta de 21 de ani, și-a lansat și albumul de debut, care se numește „Space Is Only Noise”, acesta primind o recenzie de 4 stele din 5 din partea publicației The Guardian. A fost urmat de Pomegranates (2015). Tot în 2015, Jaar a compus coloana sonoră a filmului Dheepan al regizorului Jacques Audiard, care a câștigat premiul Palme d'Or la Cannes 2015.

## Legături externe
- Site web oficial
- Discografia lui Nicolas Jaar la Discogs